# Rudall River
Rudall River är ett vattendrag i Australien. Det ligger i delstaten Western Australia, omkring 1 300 kilometer nordost om delstatshuvudstaden Perth.
Omgivningarna runt Rudall River är i huvudsak ett öppet busklandskap. Trakten runt Rudall River är nära nog obefolkad, med mindre än två invånare per kvadratkilometer. Genomsnittlig årsnederbörd är 456 millimeter. Den regnigaste månaden är januari, med i genomsnitt 158 mm nederbörd, och den torraste är augusti, med 1 mm nederbörd.